# Нікіфарово
Нікіфа́рово (рос. Никифарово, башк. Никифар) — село у складі Альшеєвського району Башкортостану, Росія. Адміністративний центр Нікіфаровської сільської ради.
Населення — 845 осіб (2010; 1020 в 2002).
Національний склад:
- татари — 74 %